# Mycoplasma bovis
Mycoplasma bovis er en bakterie, der hos kvæg hovedsageligt er kendt som årsag til smitsom yverbetændelse. Nogle dyr udvikler de kliniske symptomer, mens andre udvikler sig til at være kroniske smittebærere uden kliniske symptomer. Smitte sker ved direkte kontakt mellem kreaturer, primært gennem spyt, snot og mælk. 
I Danmark er bakterien siden 2011 også set i forbindelse med markant øget forekomst af lungebetændelse og især ledbetændelse i køernes forben. Hos kalve har man set lungebetændelse, mellemørebetændelse og ledbetændelse. 
Sygdommen viste sig første gang i Danmark i 1980'erne. I et dansk forskningssamarbejde mellem Veterinærinstituttet ved Danmarks Tekniske Universitet, Københavns Universitet og Videncentret for Landbrug, Kvæg undersøges i perioden fra 2011 til 2015, hvilken betydning Mycoplasma bovis har for danske kvægbesætninger. 
Bakterien er kvægspecifik og smitter derfor ikke til mennesker. Behandlingseffekten har generelt vist sig at have ringe effekt.